# Milka Hartman

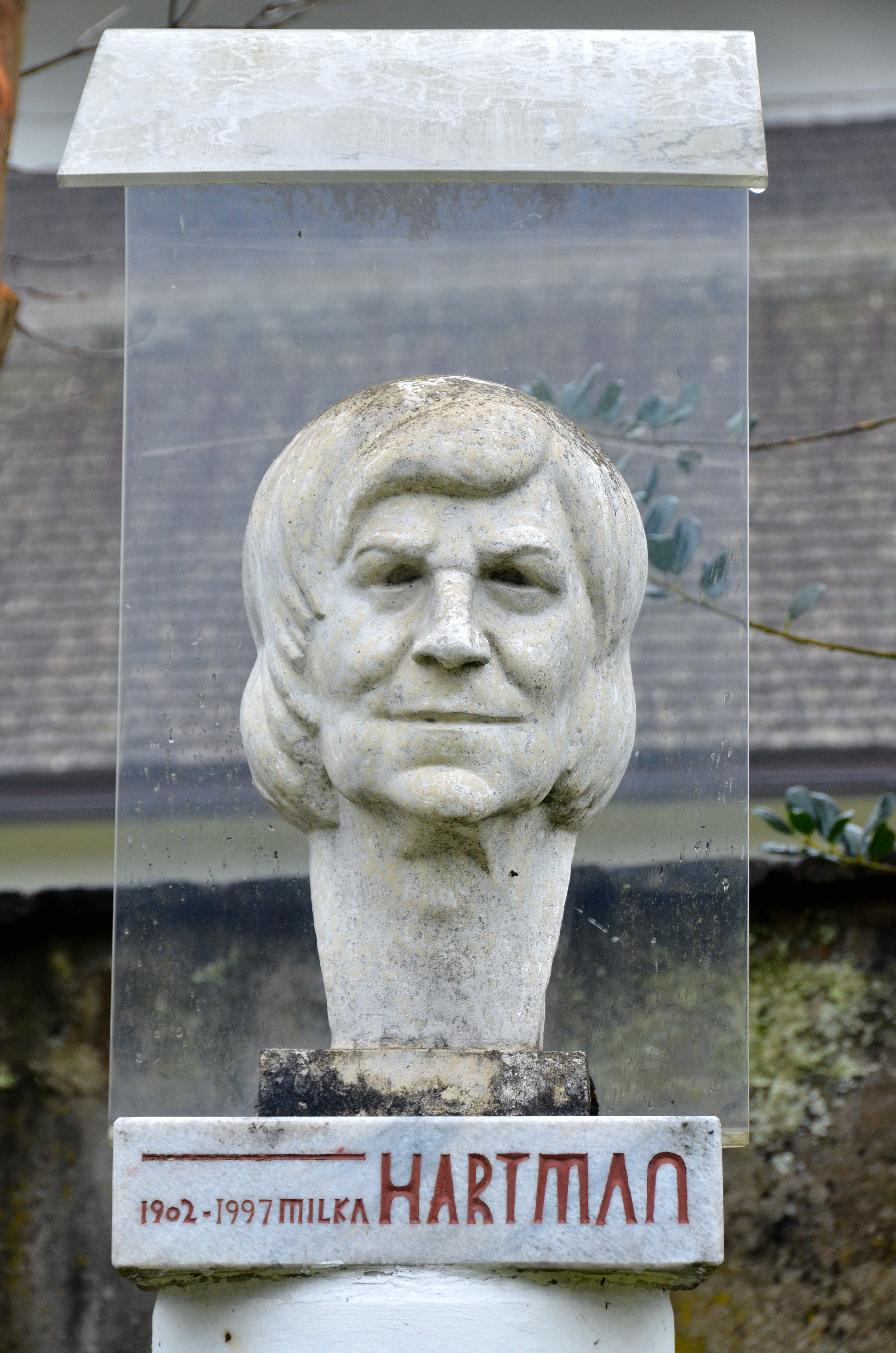
Büste im Kulturpark Suetschach (Kärnten) von France Gorše

Milka Hartman (* 11. Februar 1902 in Loibach/Libuče bei Bleiburg (slow.: Pliberk); † 19. Juni 1997 ebenda) war eine Dichterin der slowenischsprachigen Volksgruppe von Kärnten.

## Leben und Wirken
Milka Hartmann wurde am 11. Februar 1902 in Unterloibach als Rosa Ludmilla Schick geboren. Ihre Eltern waren Matthäus Schick und dessen Ehefrau Theresia geb. Kušej. Ihr Vater ließ den Namen der Familie 1918 von Schick zu Hartmann ändern.
Nach dem Besuch der Haushaltsschule in Ljubljana arbeitete Milka Hartman als Hauswirtschaftslehrerin zunächst in Slowenien und war dann ab 1927 als eine Art wandernde Hauswirtschaftslehrerin in verschiedenen Gelegenheitskursen in Kärnten vom Jauntal bis zum Gailtal unterwegs, ehe sie 1956 krankheitshalber in Rente ging. 1927 wurde sie in den Vorstand des Slovenska krščansko-socialna zveza (Slowenischer christlich-sozialer Verband) gewählt, wo sie die Unterorganisation Dekliška zveza (Mädchenverband) leitete. Dieser hatte zum Ziel Mädchen christlich, konservativ und national zu formen.
Zeit ihres Lebens mit Bildungsarbeit beschäftigt, machte sie sich verdient um eine Erweiterung des kulturellen Horizontes der in der ersten Hälfte des 20. Jahrhunderts noch ganz auf Kinder, Kirche, Küche beschränkten slowenischen Mädchen und Frauen. So leitete sie zur Zeit des Anschlusses, „gerade in den Märzmonaten, in denen die Deutschen Österreich okkupierten, sodass die Hälfte des Kurses schon unter den Deutschen stattfand“, einen Kochkurs des christlich-nationalslowenischen Kulturverbandes Slovenska prosvetna zveza, welcher für den damaligen diktatorisch regierenden Bundeskanzler Kurt Schuschnigg warb. Obwohl solche Kurse von etlichen Klerikalen angefeindet wurden, da sie in Gasthäusern stattfanden und zu Kursende „so unbäuerliche Produkte wie Torten und Likör verkauft wurden,“ wurde dieser Kochkurs gleichzeitig von deutscher Seite als Medium zur politischen Aufhetzung der Kursteilnehmerinnen verdächtigt, so dass Milka Hartman mit zehn weiteren Vorstandsmitgliedern des Vereins unter polizeiliche Beobachtung gestellt wurde. 1941 kam sie für 2 Monate in Gestapohaft, Vater und Bruder wurden von Nazis ermordet.
Nach dem Zweiten Weltkrieg engagierte sie sich dann intensiv in der kärntner-slowenischen Frauenpolitik und Kulturarbeit und setzte ihre projugoslawische Haltung fort.  Einer Gemeinschaft, der man zunächst die Sprache und dann sogar das Existenzrecht überhaupt streitig gemacht hatte, verlieh sie Stimme und Ausdruck mit ihren Texten für szenische Aufführungen und Gedichten in einer „originären, intim poetischen Sprache, in der sich zunehmend ein von Einsamkeit, Zweifeln und manchmal Verzweiflung bedrängtes Ich zu erkennen gibt.“
Da sie sowohl im lokalen slowenischen Dialekt als auch in standardisiertem Slowenisch schrieb – es liegen beispielsweise 26 ihrer Mundart-Gedichte von 1977 in beiden Varianten vor – kann Milka Hartman damit als Begründerin der Kärntner slowenischen Dichtung des 20. Jahrhunderts betrachtet werden, wenn auch ihre Art der Poesie in der Tradition der Volkspoeten des 19. Jahrhunderts später von Florjan Lipuš radikal in Frage gestellt wurde. Zahlreiche ihrer volkstümlichem, sehr lyrischen Gedichte, in denen sie das bäuerliche Leben und den Alltag vor der Industrialisierung beschreibt, wurden – zum Teil von ihr selbst – vertont und zählen inzwischen zum festen Bestand des slowenischen Liedguts in Kärnten.
In der Neuen Zürcher Zeitung wird Milka Hartman als „panslawische Patriotin und eine volkstümliche, naive Dichterin“ bezeichnet. In Hartmans Leben spiegle sich viel vom Schicksal ihrer Volksgruppe wider. Da sei zum einen die sehr subjektive und schwermütige Lyrik, hinter der man die Sehnsucht einer einsamen Frau nach der heilen bäuerlichen Welt ihrer Kindheit spüre, volksliedhafte Arbeiten von großer Melancholie. Dann gebe es aber noch einen sehr plakativen, mitunter pathetisch anmutenden, politischen Teil, der sich mit dem Schicksal der Slowenen unter den Nazis befasst. Obschon nicht alle ihre Gedichte literarischen Ansprüchen genügen mögen, seien sie als kulturgeschichtliche Dokumente und Spiegelbilder der Schrecken des letzten Jahrhunderts von Bedeutung.
Der Hermagoras Verlag (Franc Kattnig) hat sich um das Werk Milka Hartmans sehr verdient gemacht. Fast alle Bücher seit den pesmi z libuškega puela gehen auf seine Initiative zurück.

## Auszeichnungen
Mehrere Literaturpreise und Verleihung des Berufstitels Professor durch Bundespräsident Rudolf Kirchschläger (1983).

## Werke
- Dekliške pesmi. Gedichte. Selbstverlag, Ljubljana 1934.
- Med cvetjem in v soncu. Dekliške pesmi . Gedichte. Selbstverlag, Ljubljana 1934. (Reprint: Krščanska kulturna zveza, Klagenfurt 1995)
- Moje grede. Gedichte. Hermagoras, Klagenfurt 1952.
- Lipov cvet. Gedichte. Hermagoras, Klagenfurt 1972.
- Pesmi z libuškega puela. Dialektgedichte, Krščanska kulturna zveza/Klub mladje, Klagenfurt 1977.
- Zivljenje. Poezije. Melodije. Gesammelte Werke in drei Bänden. Hg. von Feliks J. Bister, Klagenfurt-Wien 1982
- Gedichte aus Kärnten. Gedichte in deutschsprachiger Übersetzung. Hg. von Janko Ferk. Hermagoras, Klagenfurt 1987.
- Midsummer Night / Kresna noč. Sedemintrideset pesmi. 37 Gedichte, ins Englische übersetzt von Tom Priestly. Hermagoras, Klagenfurt 1992.
- Zimske rože. Izbrane pesmi. Gedichte. Hg. von Marjan Strojan. Ellerjeva edicija Band 20, Hermagoras, Klagenfurt 1998, ISBN 3-85013-535-7.
- Store dekve težva = Klage der alten Magd Hg.v. Jozef Strutz und Peter Rust. Hermagoras Klagenfurt / Ljubljana / Wien 2000, ISBN 3-85013-718-X.
- Težka je moja misel od spominov. Izbral, uredil in sklepno besedo napisal Andrej Leben, Hermagoras, Klagenfurt 2007, ISBN 978-3-7086-0293-6. In Übersetzung als:
- Der Frost verspinnt die Beete mir mit feinen Netzen. Aus dem Slowenischen von Erwin Köstler und Andrej Leben, mit einem Nachwort von Andrej Leben. Drava Verlag, Klagenfurt 2007, ISBN 978-3-85435-507-6.